# 五浦元湯温泉
五浦元湯温泉（いつうらもとゆおんせん）は茨城県北茨城市大津町長濱にかつて存在した温泉。

## 泉質
- ナトリウム - カルシウム・塩化物泉
  - 源泉温度 63.4℃

## 温泉街
日帰り入浴施設の天心乃湯があったが廃業した。
至近距離に五浦温泉がある。

## アクセス
- 鉄道：常磐線大津港駅からタクシーで5分
- 車：国道6号より大津港方面に入る